# Khaidarkanite
La khaidarkanite è un minerale appartenente al gruppo della cianotrichite.

## Etimologia
Prende il nome dalla località di scoperta: il giacimento di antimonio-mercurio di Khaidarkan, nel Kirghizistan.